# La doppia bocca di Erika
La doppia bocca di Erika è un film pornografico del 1983 diretto da Sergio Bergonzelli.
La protagonista del film è Ajita Wilson e la pellicola è tra le sue prime pornografiche. A proposito dell'attrice il regista ha dichiarato: «Era un ex sergente di colore dei pompieri di una cittadina degli Stati Uniti. Poi cambiò sesso e divenne donna, una donna, per la verità, bellissima. Una persona triste che non poteva godere né con gli uomini né con le donne». A proposito, invece, della scelta di annoverare nel cast Guia Lauri Filzi e Giuseppe Curia, sempre il regista ha dichiarato: «Guya Lauri, una veterana del settore. In realtà era argentina, ma italiana di adozione. E poi c'era uno che vendeva le scarpe al mercato, che prendemmo come caratterista. Come si chiamava? Ah, Giuseppe Curia». Sulla scelta del titolo, il regista ricorda che la produzione, scherzosamente, propose di intitolare il film Le tre bocche di Luana.